# Unión Nacional para el Progreso de Rumanía
La Unión Nacional para el Progreso de Rumania (en rumano: Uniunea Națională pentru Progresul României, UNPR) es un partido político de Rumania. El partido reivindica una orientación política de centroizquierda, con doctrina socialdemócrata.
El actual presidente y fundador del partido es Gabriel Oprea, exministro de Administración e Interior. El partido intentó fusionarse el 20 de julio de 2016 con el Partido del Movimiento Popular, fundado por el expresidente rumano Traian Băsescu, pero este proceso fracasó y el partido regresó a la escena política en junio de 2018.

## Doctrina
La UNPR se considera una fuerza política apegada a los valores nacionales, que critica las políticas conservadoras y neoconservadoras de la derecha. El partido apoya las libertades civiles y opta por una «era de progreso».
La Unión tiene una orientación socialdemócrata, pero también opta por una orientación progresista.

## Historia
En 2008, miembros de los partidos Socialdemócrata (PSD), Nacional Liberal (PNL) y Conservador (PC), así como otras facciones con representación en el Parlamento, abandonaron sus grupos debido a su apoyo al presidente Traian Băsescu, por esto formaron un grupo parlamentario de independientes. En mayo de 2010 se unieron y formaron la UNPR, que, aliada con el Partido Demócrata Liberal y la Unión Democrática de Húngaros en Rumania, participó en el gobierno. El 1 de mayo de 2010, en el congreso, Marian Sârbu fue elegido presidente, Cristian Diaconescu presidente honorario y Gabriel Oprea presidente ejecutivo.
El 15 de diciembre de 2011, el Partido Iniciativa Nacional (PIN) concluyó un protocolo de fusión por absorción con la UNPR. La líder del PIN, Lavinia Șandru, se convirtió así en vicepresidenta de la UNPR a nivel nacional. Posteriormente dimitió porque su política medioambiental no fue aceptada por los demás miembros.
En 2012, la UNPR fue expulsada del gobierno, con la caída de Mihai-Răzvan Ungureanu y su gobierno. El 28 de mayo de 2012, Marian Sârbu dimitió, tras su dimisión Gabriel Oprea fue elegido presidente. Después de las elecciones locales de 2012, la UNPR formó, junto con el PSD, la Alianza de Centro-Izquierda (ACS), sin unirse a la Unión Social-Liberal (USL). El 9 de agosto de 2012, la nueva alianza fue registrada ante el tribunal. La UNPR se unió a la USL después de que PNL y PC aceptaran a ACS como el pilar social de la USL. Se suponía que la UNPR se fusionaría con el PSD en diciembre de 2012, pero esto nunca sucedió.
Cristian Diaconescu, miembro fundador y presidente honorario de la UNPR, renunció al partido después de que este se uniera a la Unión Social-Liberal. Fue nombrado asesor presidencial por el presidente de Rumanía, Traian Băsescu, en marzo de 2012.
En las elecciones parlamentarias de diciembre de 2012, la UNPR ganó en alianza con el PSD, el PNL y el PC diez escaños en la Cámara de Diputados y cinco escaños en el Senado. Al no contar con el número mínimo de parlamentarios para formar un grupo parlamentario (12 diputados, 7 senadores), los parlamentarios de la UNPR se unieron al grupo del PSD. Votaron a favor del gobierno liderado por Victor Ponta. De esta forma, el presidente del partido, Gabriel Oprea, se convirtió en vice primer ministro.
El 29 de junio de 2015, la UNPR se fusionó por absorción con el Partido Popular-Dan Diaconescu. 
El 3 de marzo de 2016, el presidente Gabriel Oprea renunció para darle más oportunidades al partido en las elecciones legislativas, ya que estaba siendo procesado en dos causas penales. Tras esta decisión, se convocó la Conferencia Nacional de la UNPR. El 26 de marzo de 2016, Valeriu Steriu fue elegido nuevo presidente del partido. 
El 20 de julio de 2016, la UNPR inició su fusión con el partido del expresidente rumano Traian Băsescu, el Partido del Movimiento Popular (PMP). Sin embargo, este proceso fracasó y la UNPR regresó al escenario político en junio de 2018. En la Conferencia Nacional del partido, celebrada a finales de ese año, Gabriel Oprea fue reelegido presidente.

## Liderazgo
- Gabriel Oprea, presidente
- Nuțu Fonta, Secretario General

### Presidentes de la UNPR
- Marian Sarbu (2010-2012)
- Gabriel Oprea (2012-2016)
- Valeriu Steriu (2016)